# Han'yō
Los han'yō (半妖) son seres que poseen sangre humana y sangre de yōkai, lo que los convierte en un ser híbrido perteneciente a la mitología japonesa. También se les conoce como semi-yōkai, hanyō o hanyou. 
Los han'yō pueden ser hijos de una pareja de dos han'yō o de un yōkai con un humano, siendo más común que el humano sea una mujer o que sean reencarnaciones de yōkai. Según la mayoría de las historias del folclore japonés, los han'yō usualmente nacen de relaciones amorosas entre los humanos y los yōkai. Generalmente, su apariencia es la de un humano con ciertos rasgos físicos de yōkai, como orejas, ojos, colas, etc. Pero en los casos de reencarnación, los rasgos de la parte yōkai son espirituales. Es decir, no cualquiera los puede ver, pero en algunos aspectos de comportamiento, pensamiento y habilidades, como audición u olfato se puede notar el hecho de que ese individuo no es en sí humano sino que es un han'yō. Su fuerza y resistencia es superior a la de los humanos, en casos de reencarnación estos rasgos se notan cuando todo se materializa y puede poseer ciertos poderes de su progenitor sobrenatural, o de su vida anterior. Existen cuatro clases de han'yō:
1. Hijo de una relación entre un humano y un yōkai.
2. Unión o fusión de un humano con uno o más yōkai.
3. han'yō de reencarnación. Esto significa que en su vida pasada fue un yōkai, en la vida actual puede que fuera nacido como un humano pero sus energías regresaron a su cuerpo convirtiendo al individuo en un han'yō.
4. han'yō sacerdotisa o han'yō monje. Se considera como una subcategoría. Son más resistentes que los monjes o sacerdotisas normales.

En algunos casos de han'yō con rasgos espirituales, pueden tener menor resistencia física a causa de un ataque, veneno o alguna afección maligna sobrenatural. Pero esto también puede deberse a otros factores, como por ejemplo, si el han'yō es de sol, entonces tendrá más energía en lugares cálidos e iluminados, o simplemente cuando es de día, pero si el han'yō es de luna, entonces tendrá mayor energía en la noche, o en lugares fríos u oscuros. En han'yō de reencarnación, cuando sus rasgos de yōkai se materializan, la resistencia, poderes, habilidades y demás aumentan notoriamente.

## En la mitología y el folclore
- Abe no Seimei, un legendario onmyōji de la Era Heian, fue fruto de la relación entre un humano llamado Abe no Yasuna y de Kuzunoha, una kitsune.

## En la cultura popular
- En el anime y manga InuYasha, el protagonista es un han'yō mitad perro (Inugami). Normalmente es despreciado por los humanos por su sangre de demonio y por los demonios por su sangre de humano. Asimismo, el antagonista principal, Naraku, es un han'yō unión de un ser humano con muchos otros demonios y monstruos.
- En el manga y anime Nurarihyon no Mago, el protagonista, Nura Rikuo, es un cuarto yōkai. Su padre es un han'yō, ya que es hijo del yōkai nurarihyon y una mujer.
- En el manga y anime Ao no Exorcist los gemelos Okumura son hijos del diablo y de una humana.
- En el anime y manga Inu x Boku SS todos los personajes son descendientes de familias han'yō. Cada uno posee los poderes de su familia.
- En el manga y anime Yu Yu Hakusho, Shuichi Minamino es la reencarnación humana del zorro demoníaco yoko kurama.
- En el manga y anime Kyokai no Kanata, el protagonista es un han'yō, fusión de un humano con un yōkai.
- En el anime y manga Noragami, una de las protagonistas, Hiyori Iki, es una han'yō.
- En el videojuego Touhou Project, el personaje Keine Kamishirasawa es mitad humana mitad hakutaku, y cuida de la Aldea de los Humanos. Además, también sirve como profesora de una escuela que ella misma abrió. Keine parece tener un fuerte deseo por proteger a los humanos y probablemente sea para cualquier humano la persona con la que más seguro uno puede estar en todo Gensokyo.
- En el cómic Erma, la protagonista es una han'yō, hija de un humano y una yōkai.